# Luca Reti
Luca Reti (Laino, 1598 circa – Parma, 1660 circa) è stato uno scultore italiano.

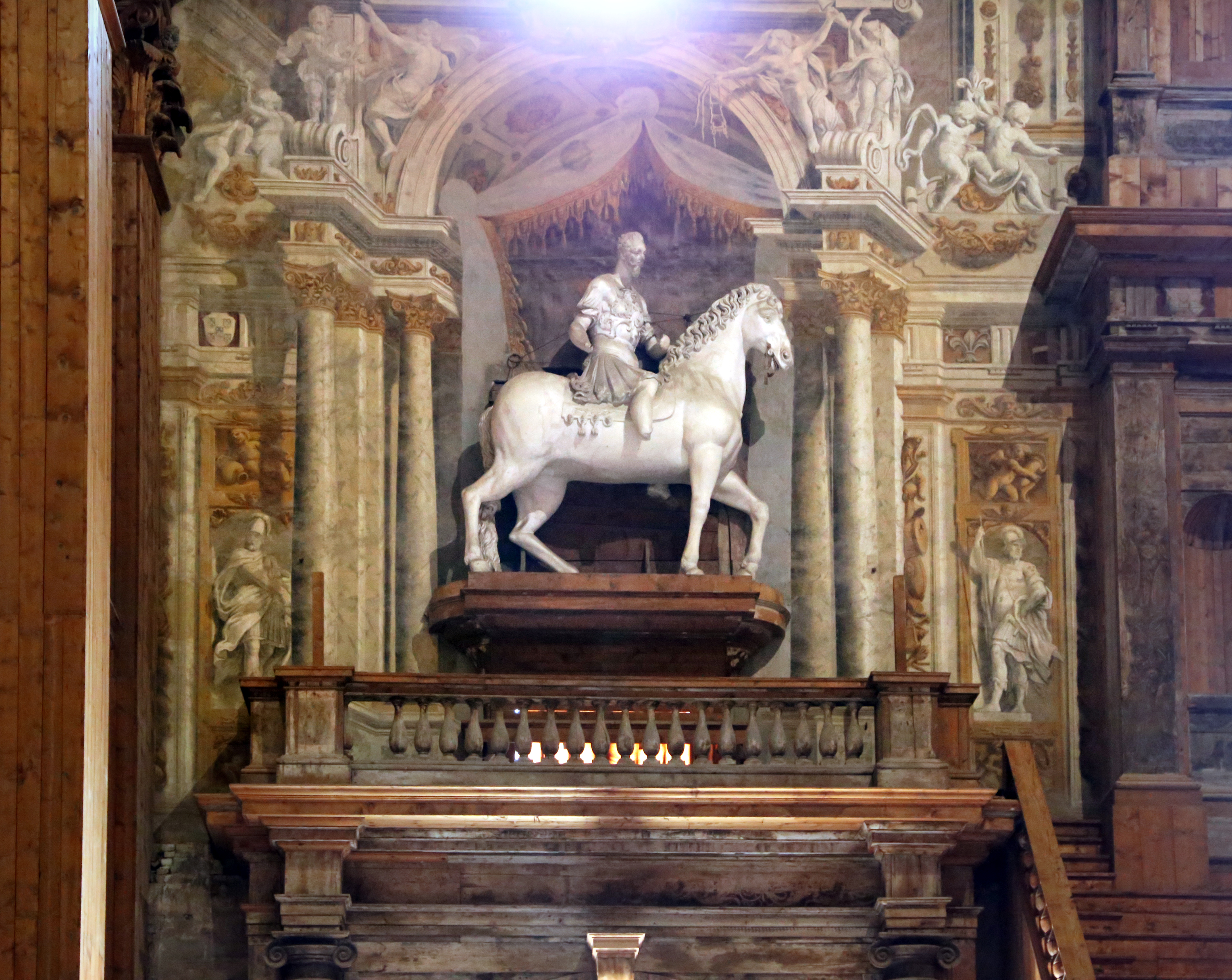
Teatro farnese, statua equestre di Alessandro Farnese

Le prime tracce della sua presenza a Parma si trovano in un pagamento del 1622 per lavori nella chiesa di Santa Maria dei Servi e per le statue in stucco eseguite nel 1618-19 nel Teatro Farnese. Di queste sono rimaste, dopo le distruzioni della seconda guerra mondiale, solo i monumenti equestri di Ottavio e Alessandro Farnese. Nel teatro Farnese realizzò poi anche il proscenio corinzio con un doppio ordine di nicchie, con le statue della guerra e della pace a destra, dell'Arno e del Parma a sinistra. Altre statue rappresentano l'Amore congiunto, la Fede maritale, la Vittoria e l'Abbondanza.
Nel palazzo del Giardino eseguì la partitura di stucco con soggetti mitologici attorno ai pannelli dipinti da Agostino Carracci. Nella sala dell'Amore eseguì gli stucchi che rappresentano gli amori di Giove: Danae e la pioggia d'oro, Europa in groppa al toro, Semele morente alla vista del dio, Leda e il Cigno.
Attorno al 1632 eseguì, assieme al fratello Giovanni Battista, le decorazioni interne della chiesa dell’Annunziata.
A Piacenza notevole il Compianto sul Cristo morto, gruppo scultoreo barocco della basilica di San Francesco.
Tra il 1651 e il 1657 diresse i lavori di costruzione della chiesa di San Vitale e lavorò ancora nel teatro Farnese, realizzando le statue equestri di Ottavio e Alessandro Farnese.